# César Vinicio
César Vinicio Cervo de Luca (Rio de Janeiro, 19 mei 1979) is een Braziliaans voetballer.
Na enkele succesvolle jaren bij Fluminense FC, werd Braziliaans centrale verdediger César in de zomer van 2003 gecontracteerd door Chievo Verona. Hier kwam de Braziliaan niet aan spelen toe, waarna hij in het tweede seizoen tot aan de winterstop verhuurd werd aan Calcio Catania. Het seizoen maakte hij af bij Chievo Verona, maar werd in de zomer van 2005 wederom verhuurd aan Calcio Catania, waar hij ditmaal 2 seizoenen speelde. Dat ging zo naar behoren dat Chievo Verona hem wederom terughaalde voor het seizoen 2007-2008. Met het kampioenschap in de Serie B bekroonde César zijn beste seizoen tot dusver in Italië, waarin hij uitgroeide tot een basisspeler. Ook het seizoen 2008-2009, in de Serie A begon hij als basisspeler, maar verzeilde later op het seizoen op de bank. 
César werd in de tweede seizoenshelft van 2008-2009 verhuurd aan Calcio Padova, dat hem in de daaropvolgende zomer definitief overnam. César speelde twee seizoenen als vaste waarde voor Padova. In 2011 trok hij naar reeksgenoot Juve Stabia waar hij maar één duel speelde. Eén seizoenshelft later vertrok hij naar US Cremonese dat een trapje lager uitkomt in de derde klasse.  Het seizoen 2012-2013 trad hij aan bij Virtus Entella dat eveneens in de derde divisie speelt.

## Erelijst
- Kampioen Serie B 2007-2008

## Wedstrijden
| Seizoen   | Club           | Land     | Competitie            | Wedstrijden | Doelpunten |
| --------- | -------------- | -------- | --------------------- | ----------- | ---------- |
| 2000-2003 | Fluminense FC  | Brazilië | Campeonato Brasileiro | 90          | 7          |
| 2003-2004 | Chievo Verona  | Italië   | Serie A               | 2           | 0          |
| 2004-2005 | Calcio Catania | Italië   | Serie B               | 19          | 0          |
| 2005      | Chievo Verona  | Italië   | Serie A               | 5           | 1          |
| 2005-2007 | Calcio Catania | Italië   | Serie A               | 37          | 3          |
| 2007-2009 | Chievo Verona  | Italië   | Serie A               | 39          | 4          |
| 2009-2011 | Calcio Padova  | Italië   | Serie B               | 79          | 0          |
| 2011-2012 | SS Juve Stabia | Italië   | Serie B               | 1           | 0          |
| 2012      | US Cremonese   | Italië   | Prima Divisione B     | 14          | 0          |
| 2012-2013 | Virtus Entella | Italië   | Prima Divisione A     | 31          | 1          |
| Totaal    |                |          |                       | 277         | 16         |